# Richard Burgi
Richard William Burgi (Montclair, 30 juli 1958) is een Amerikaans acteur van Zwitserse en Schotse afkomst, die vooral bekend is van zijn rol als Karl Mayer in Desperate Housewives.
Hij begon zijn carrière in de jaren 80, met een rol in Another World als Chad Rollo. Daarna volgden rollen in onder meer As the World Turns, 24, Firefly, Point Pleasant, CSI, The District, Matlock, Providence, Judging Amy, The Sentinel, Las Vegas, Just Shoot Me! en Seinfeld.
Op het grote scherm had hij rollen in onder meer Fun with Dick and Jane, In Her Shoes, Hostel: Part II en Friday the 13th.
- Bibliothèque nationale de France: cb15864713q (data)
- International Standard Name Identifier: 0000 0003 5483 8821
- Library of Congress Control Number: no2008050544
- Nationale Bibliotheek van Israël: 987007447163105171
- Virtual International Authority File: 61885944
- WorldCat: E39PBJkMKv4TWVwyHyqCJwJFKd